# オーストラリアの企業一覧
オーストラリアの企業の一覧

## 機械
- ホールデン (自動車)
- レプコ
- RØDEマイクロフォン

## 資源
- BHPグループ
- WMCリソーシズ
- リオ・ティント
- ウッドサイド・ペトロリアム
- サントス

## 小売
- ウールワース
- コールス・グループ
- デビッド・ジョーンズ (百貨店)
- マイヤー (百貨店)

## 金融
- ウエストパック銀行
- オーストラリア・コモンウェルス銀行
- オーストラリア証券取引所
- オーストラリア・ニュージーランド銀行
- ナショナルオーストラリア銀行
- マッコーリー銀行

## 郵便
- オーストラリア郵便公社

## 航空
- カンタス航空

## 通信
- オプタス
- テルストラ

## 新聞
- ヘラルドサン

## 出版
- メルボルン大学出版
- ロンリープラネット

## 複合企業
- ウェスファーマーズ